# Anneli Cahn Lax
Anneli Cahn Lax (Katowice, 23 febbraio 1922 – New York, 24 settembre 1999) è stata una matematica statunitense, nota per essere stata una redattrice della Mathematics Association of America's New Mathematical Library Series e per il suo lavoro nella riforma dell'educazione matematica con l'inclusione delle competenze linguistiche.
Si laureò nel 1942 presso l'Adelphi University e conseguì il dottorato nel 1956. È stata professoressa di matematica al Courant Institute dell'Università di New York. Era sposata con il matematico Peter David Lax.

## Biografia

### Carriera
Nel 1942 conseguì una laurea in matematica presso l'Università Adelphi di Long Island . Nel 1956, ha conseguito un dottorato di ricerca presso la New York University con la tesi di Cauchy's Problem for a Partial Differential Equation with Real Multiple Features con il relatore di tesi Richard Courant.
È diventata professoressa di matematica alla New York University ed è stata l'editore della New Mathematical Library Series della Mathematics Association of America.
Nel 1961 iniziò la New Mathematical Library Series, con 36 volumi pubblicati nel 1995. È stato pianificato, dalla professoressa Lax e altri, di rendere la matematica accessibile al lettore medio pur essendo tecnicamente accurata. I primi due libri erano, Numbers: Rational and Irrational di Ivan Niven e What Is Calculus About? di W. W. Sawyer.
Nel 1977 ha vinto il George Pólya Award per il suo articolo: Linear Algebra, A Potent Tool, Vol. 7 (1976), 3–15.
Nel 1980, il dipartimento di matematica della New York University incaricò Lax di progettare un corso di recupero in matematica per matricole. Il corso da lei ideato e chiamato "Pensiero matematico" presentava la matematica non come un insieme di fatti ma come un insieme di problemi da analizzare e risolvere.
"C'è un malinteso tra le persone e gli scolari sulla natura della matematica", ha detto, in un'intervista del 1979. "Lo considerano una questione di regole e regolamenti invece di pensare". La pressione, ha detto, era che gli alunni trovassero rapidamente la risposta giusta, senza tempo per analizzare.
Ha collaborato con John Devine, lavorando con gli insegnanti nelle scuole del centro di New York. Insieme hanno ottenuto finanziamenti dalla Fondazione Ford per formare insegnanti di queste scuole nei metodi sperimentati da Lax alla New York University.
Sebbene fosse coinvolta nella riforma dell'insegnamento della matematica per gli studenti delle scuole superiori e dei college di New York, non le piacevano le discussioni di gruppo alle conferenze. Soprattutto quando doveva rispondere immediatamente alle osservazioni precedenti dei colleghi relatori. Anneli Cahn Lax ha detto che era un'ascoltatrice e una lettrice lenta. Credeva che le sue risposte "non fossero pronte per il consumo pubblico quando verrà il mio turno".
Un inserto dai suoi scritti alla Sessione di Matematica come Disciplina Umanistica affermava: "Sono convinta che l'uso della lettura, della scrittura, dell'ascolto e della conversazione linguistica sia una parte essenziale dell'apprendimento di qualsiasi cosa, e specialmente la matematica".
Anneli Cahn Lax sapeva dalla sua esperienza come insegnante che gli studenti imparano facilmente nuovo materiale quando sono in grado di connettersi alle loro esperienze passate o al mondo esterno. Ha esaminato i programmi obbligatori delle scuole medie di New York dal sesto all'ottavo anno per le "sequenze matematiche integrate" e ha scoperto che, poiché erano trattati così tanti argomenti, gli studenti avevano poco tempo per collegare la matematica al di fuori dell'aula prima di essere testati.
Una chiave di volta nel lavoro di riforma dell'istruzione di Lax è stata l'enfasi sull'ascolto. Ha insegnato lezioni pre-calcolo chiedendo ai suoi studenti di spiegare oralmente il significato dietro le funzioni esponenziali e resoconti scritti di come hanno risolto il problema. Credeva che ascoltare le idee degli studenti avrebbe migliorato le prestazioni e l'atteggiamento degli studenti nei confronti della matematica.
Era un membro della New York Academy of Sciences.
Nel 1993, uno degli ultimi progetti su cui Anneli Cahn Lax ha lavorato con suo marito, è stata la Parent's Guide. La Guida per i genitori ha costruito un elenco di matematica di base che gli adulti possono utilizzare per aiutare i propri figli con i compiti.
Nel 1995, la Mathematical Association of America ha assegnato a Lax il suo più alto riconoscimento, il Gung-Hu Award for Distinguished Service, per i suoi contributi all'editoria e all'istruzione matematica in senso lato.
Nel 1998 le fu diagnosticato un cancro al pancreas. Anneli Cahn è morta il 24 settembre 1999, all'età di 77 anni.

### Vita privata
Nel 1948 Anneli Cahn sposò il suo secondo marito, il matematico Peter Lax . Anneli Cahn aveva due figli, John Lax e James Lax. La John Lax Memorial Lecture è stata creata nel 1982 da Anneli e Peter, in memoria del loro figlio, che insegnò a Mount Holyoke ma morì all'età di 27 anni. La Lax Lecture è tenuta da uno storico di altissimo livello per commemorare il lavoro e lo spirito di John Lax rendendo accessibili al pubblico gli ultimi progressi della storia. Elena Marchisotto, un'amica di famiglia e studentessa di tesi, ha detto che Anneli ha trascorso la sua ultima estate negli Adirondacks con Peter e la famiglia.